# Кумкуль (озеро)
Кумку́ль — озеро в Челябинской области России.

## География
Кумкуль находится на территории Аргаяшского района Челябинской области Российской Федерации; на берегах озера расположены базы отдыха.
Площадь озера составляет 5,9 км², длина — около 2 километров, ширина — около 3 километров. Максимальная глубина — 8 метров, средняя по озеру — 6 метров.
Берег озера зарос камышом, но есть множество прогалов. Дно в основном песчаное, местами илистое. Нарастание глубины равномерное. Вдоль берега берёзовые рощи. Местность холмистая.

## Название
В дословном переводе: «Песчаное озеро». Основа Кум означает «Песок», а типовая именная частица кол (кул) — «озеро».

## Общие сведения
С каждым годом уровень воды повышается, озеро выходит из берегов затапливая ближайшие деревья.

## Растительный и животный мир
Растительность озера — камыш, тростник.
В озере обитает множество различных видов рыб — окунь, карась, чебак, карп.